# Парламентские выборы в Турции (2002)
Парламентские выборы в Турции были проведены 3 ноября 2002 года.

## Ход выборов
Всеобщие выборы в Турции состоялись досрочно — за 18 месяцев до истечения полномочий правительства, возглавляемого Бюлентом Эджевитом . Правительственный кризис назревал несколько месяцев, а кульминация наступила в июле 2002 года, когда из рядов правящей коалиции и премьерской Демократической левой партии в течение всего одной недели вышли сразу семь ключевых министров, включая главу МИДа Исмаила Джема. Фоном для демарша членов правящей коалиции стало неуклонное ухудшение экономической ситуации, коррупция властных структур, инфляция, падение курса турецкой лиры, безработица, а главное — ухудшающееся состояние здоровья 77-летнего премьера Эджевита и его неспособность, по мнению не только оппозиции, но и соратников, совладать с ситуацией.
Внешнеполитический аспект правительственного кризиса определялся, во-первых, позицией США и их союзников по вопросу о возможной военной операции в Ираке, а во-вторых — осложнением отношений Турции с Евросоюзом. В докладе Еврокомиссии о готовности стран--кандидатов к вступлению в ЕС, обнародованном 9 октября, не только ничего не говорится о сроках вступления Турции, но не установлена даже дата начала переговоров по этому вопросу.
На этом фоне старые партии неуклонно теряли популярность, и фаворитом предвыборной гонки стала образованная в прошлом году Партия справедливости и развития (известная также как AK партия, то есть «белая» партия) во главе с 48-летним Реджепом Тайипом Эрдоганом. Популярности партии не повредил, а скорее даже способствовал, тот факт, что её лидер по решению суда был отстранен от участия в выборах за публичное чтение религиозных стихов, которые суд светской Турции счел разжигающими религиозную рознь, а за две недели до выборов генпрокурор обратился в конституционный суд с просьбой запретить «белую» партию.
Показательным результатом выборов стала не столько ожидавшаяся убедительная победа исламистов из «белой» партии, сколько сокрушительное поражение старых партий, и прежде всего — тех, которые входили в правящую коалицию. Ни одна из них не смогла преодолеть десятипроцентный барьер. Демократическая левая партия премьера Эджевита получила чуть больше 1 % голосов, «раскольники» во главе с экс-главой МИДа Исмаилом Джемом — примерно столько же. В итоге в новом парламенте будет всего две фракции. «Белая» партия, получив 34,2 %, обеспечила себе 363 из 550 депутатских мандатов. Второй партией, прошедшей в парламент, стала Республиканская народная. У республиканцев — 19,3 % голосов и 178 мандатов. Ещё девять мандатов отойдут независимым кандидатам.
Таким образом, впервые в истории Турции исламисты получили возможность сформировать однопартийное правительство. Кандидатура нового премьера будет названа сегодня или завтра, после заседания руководства партии. Ситуация осложняется тем, что лидер исламистов Реджеп Эрдоган по решению суда лишен возможности занять этот пост. Отменить решение суда можно только путем изменения конституции, но до квалифицированного большинства, позволяющего сделать это, «белой» партии не хватает четырёх мандатов.
Уходящий премьер Эджевит назвал решение правительства провести досрочные выборы и их результат «политическим самоубийством» своей партии. А новый лидер оппозиции и глава республиканцев Дениз Байкал заявил, что итоги голосования его не удивляют. При этом Байкал отметил, что не считает приход исламистов к власти угрозой светским устоям турецкого общества. «Подобные обвинения могут привести к разброду в стране»,— заявил он.

## Перевыборы в Сиирте
В Сиирте победила Курдская партия , НРП получила 17% голосов, независимый кандидат 9% , ПСР 8 %. НРП получила два места, независимый кандидат одно место. Однако на одном участке были нарушения, число проголосовавших на участке составило 200 человек. Это примерно равно отставанию ПСР от независимого кандидата. 9 марта 2003 года произошли повторные выборы в результате которых ПСР получила 3 места (среди них Эрдоган).